# Конча-Заспа (фільм)

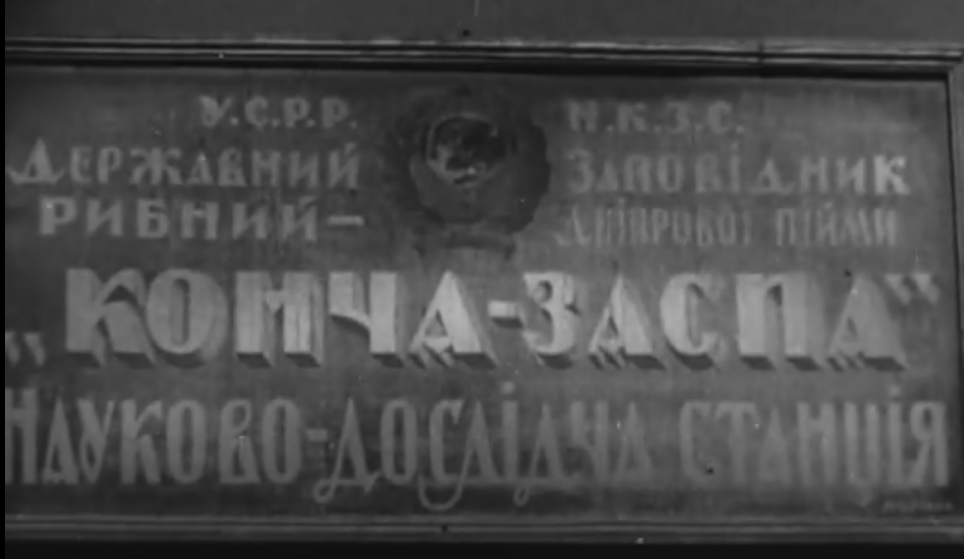
Заголовний кадр фільму «Конча-Заспа» (1928)

1928 року кінофабрика ВУФКУ видала фільм М. Шарлеманя «Конча-Заспа».Примірник кілька секундного анонсу цього фільму зберігається у Центральному державному кінофотофоноархіві України імені Г. С. Пшеничного, куди був переданий 2000 року з Берлінського кіноархіву в числі інших кінофільмів українського виробництва, вивезених в роки окупації до Німеччини.
Втім повний запис фільму в Україні наразі не знайдено.
Фільм був відзнятий у державному заповіднику «Конча-Заспа», що на той час функціонував на південній околиці Києва. Заповідник був оголошений у грудні 1921 року під назвою "Державний рибний заповідник Дніпрової пойми «Конча-Заспа», який очолював І.Фаліїв. Зоолог М. В. Шарлемань працював у заповіднику з перших днів його роботи і до 1933 року. Завдяки ініціативі М.Шарлеманя, у заповіднику діяла взірцева науково-дослідна станція, що дозволило мати тут зручні базу для зйомок.
Кінофільм мав великий успіх і демонструвався навіть на ігровому екрані (наприклад — 5 місяців поспіль у Ленінграді) і став першим документальним фільмом про охорону природи в УРСР.
Крім краєвидів природи, фільм демонстрував науковців науково-дослідної станції заповідника за роботою.
Фільм «Конча-Заспа» є найпершим кінофільмом про природу як для України, і всього пострадянського простору.